# Robert Thegerström
Robert Thegerström (Londres, 6 de enero de 1857-Estocolmo, 9 de agosto de 1919) fue un pintor y artista gráfico sueco.

## Biografía
Nacido el 6 de junio de 1857 en Londres, hijo de un comerciante sueco, Thegerström se formó en la Real Academia Sueca de las Artes en Estocolmo con Ernst Josephson, Carl Larsson, Bruno Liljefors y Richard Bergh (miembros de la Opponenterna).
Más tarde se instaló en París donde frecuentó la Academia Julian y visitó el Salón de los impresionistas, permaneciendo en Francia doce años.
En 1887 se casó con Elin Lamm, familia de la esposa del pintor Anders Zorn, con quien Thegerström cultivaría una amistad profesional y practicaría la pintura «au plein air» (al aire libre). Con Zorn viajaría a España y al norte de África, donde tomó muchos apuntes de lo que luego sería su obra más romántica, al filo de lo costumbrista y el orientalismo.
En 1889, participó en la Exposición Universal de París y consiguió varias medallas por sus motivos al pastel.
Regresó a Suecia en 1892, continuando un estilo entre el impresionismo y el tipo de romanticismo que en esos años se practicaba en su país.
Entre 1895 y 1896 se inició en las artes gráficas con Axel Tallberg, y pintó decorados para el Dramaten de la capital sueca.
Tiene obra en el Museo Nacional de Suecia, en Estocolmo, el Museo de Bellas Artes de Gotemburgo, la Östgöta nation de Upsala, así como en el Museo de Orsay.
Miembro del Konstnärsförbundet, murió en Estocolmo, el 9 de agosto de 1919.